# Gorges du Fourpéret
Les gorges du Fourpéret sont des gorges, creusées par le Doubs dans un anticlinal dans le département français du Doubs. Elles forment une cluse située dans le Haut-Doubs entre Rochejean et Labergement-Sainte-Marie.

## Géographie
Après son parcours vers l'est dans le val de Mouthe jusqu'à Rochejean, le Doubs infléchit brusquement sa direction vers le nord pour franchir l'anticlinal du mont de la Croix par les gorges du Fourpéret et rejoindre au bout d'environ 2 km la vallée des deux lacs à Labergement-Sainte-Marie où il reprend sa direction d'origine. La dénivelée des gorges d'environ 50 m donne lieu à des cascades et est utilisée pour la production d'hydroélectricité.

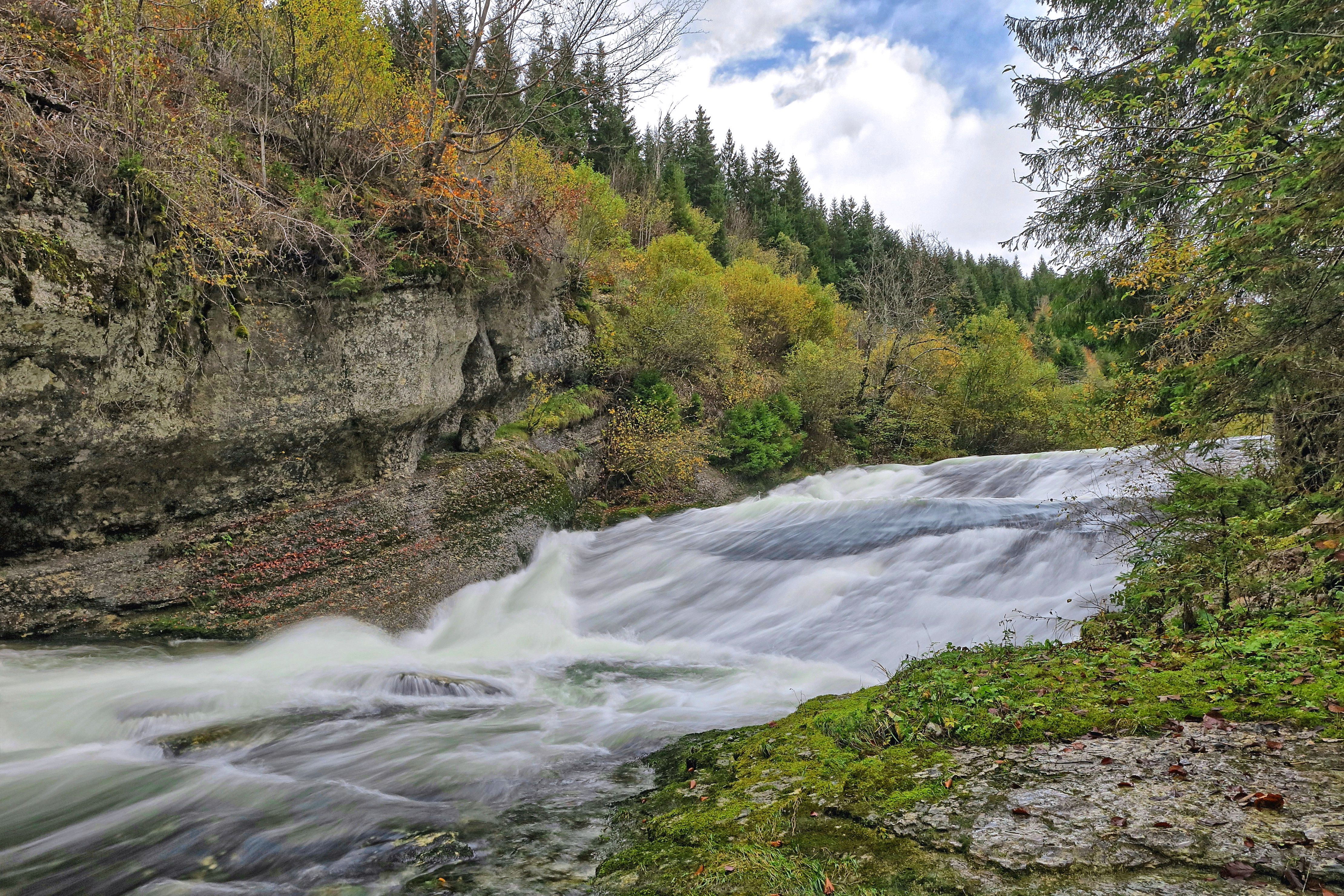
Cascades dans les gorges du Fourpéret.
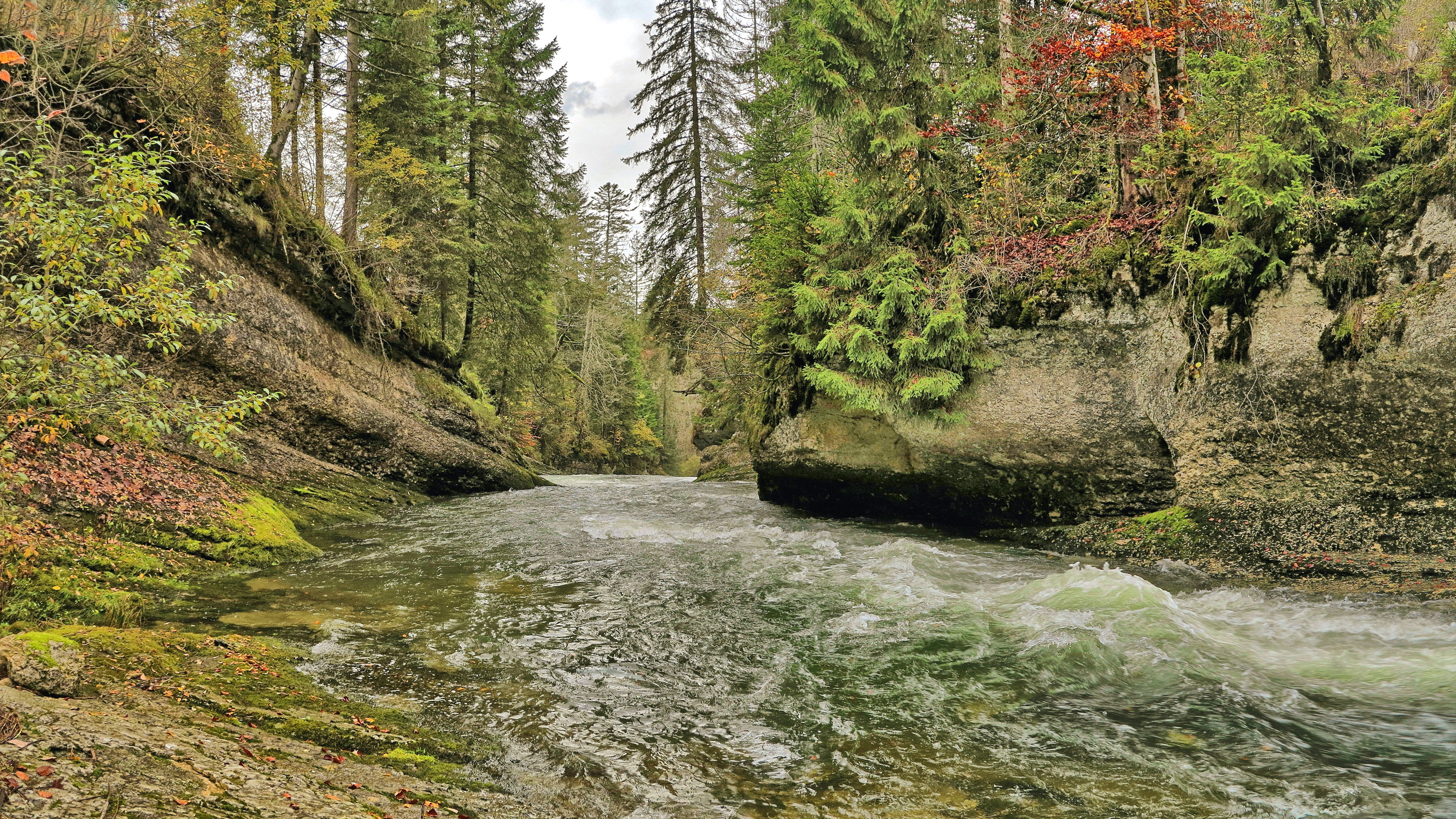
Le Doubs dans les gorges du Fourpéret.

### Géologie
Les gorges sont constituées de roche calcaire. Le Doubs utilisait l'actuel tracé du ruisseau du Lhaut à Brey-et-Maison-du-Bois avant sa capture à travers les gorges.

## Activités
Depuis le début du XXe siècle, le Syndicat intercommunal d'électricité de Labergement-Sainte-Marie (SIEL) exploite l'énergie hydro-électrique des gorges qui est distribuée à 10 communes environnantes. Une usine électrique et un barrage sont construits dès 1903 dans la partie inférieure des gorges,,.
La ligne ferroviaire de Dijon à Vallorbe parcourt les gorges avant son passage par le tunnel du Mont-d'Or.
Les gorges constituent un parcours de pêche apprécié et un lieu de baignade peu connu. La partie aval des gorges à partir du barrage est descendue régulièrement en kayak (niveau III-IV).